# Radek Špringl
Radek Špringl je český čárový rozhodčí v ledním hokeji, který píská první hokejovou ligu, tedy druhou nejvyšší soutěž v zemi. Se soudcováním dospělých začal ve svých 15 letech, kdy ho jeho otec, sám hokejový rozhodčí, vzal s sebou na utkání do Benešova a Radek Špringl odřídil utkání z pozice čárového rozhodčího. Do té doby řídil jen utkání v mládežnických kategoriích. Vedle Radka Špringla rozhoduje utkání také jeho mladší bratr Petr Špringl.